# Lucjan Franczak
Lucjan Stanisław Franczak (ur. 26 października 1944 w Krakowie, zm. 24 stycznia 2018 tamże) – polski trener i działacz piłkarski, trzykrotny trener Wisły Kraków.

## Życiorys
Wychowanek Prądnickiego KS. W młodości grał w krakowskich klubach Prądniczanka i Wawel. W 1968 ukończył studia w Wyższej Szkole Wychowania Fizycznego w Krakowie. W wieku 24 lat został trenerem drużyn młodzieżowych Wisły Kraków. W latach 1979–1981 (I liga), 1985–1986 (II liga) oraz 1994–1996 (II liga) prowadził zespół seniorów krakowskiej Wisły. Był także trenerem drużyn: Hutnik Kraków (w sezonie 1983/1984 w II lidze) Błękitni Kielce, których wprowadził w 1987 do II ligi, Cracovia (od grudnia 1991 do połowy 1993 – w II i III lidze), Garbarnia Kraków, Górnik Wieliczka, LKS Jadowniczanka Jadowniki, Wawel Kraków, Szreniawa Koszyce.
W 1981 roku zdobył wicemistrzostwo Polski z Wisłą Kraków.
Zmarł 24 stycznia 2018 w wieku 73 lat. 30 stycznia został pochowany na cmentarzu Białoprądnickim.

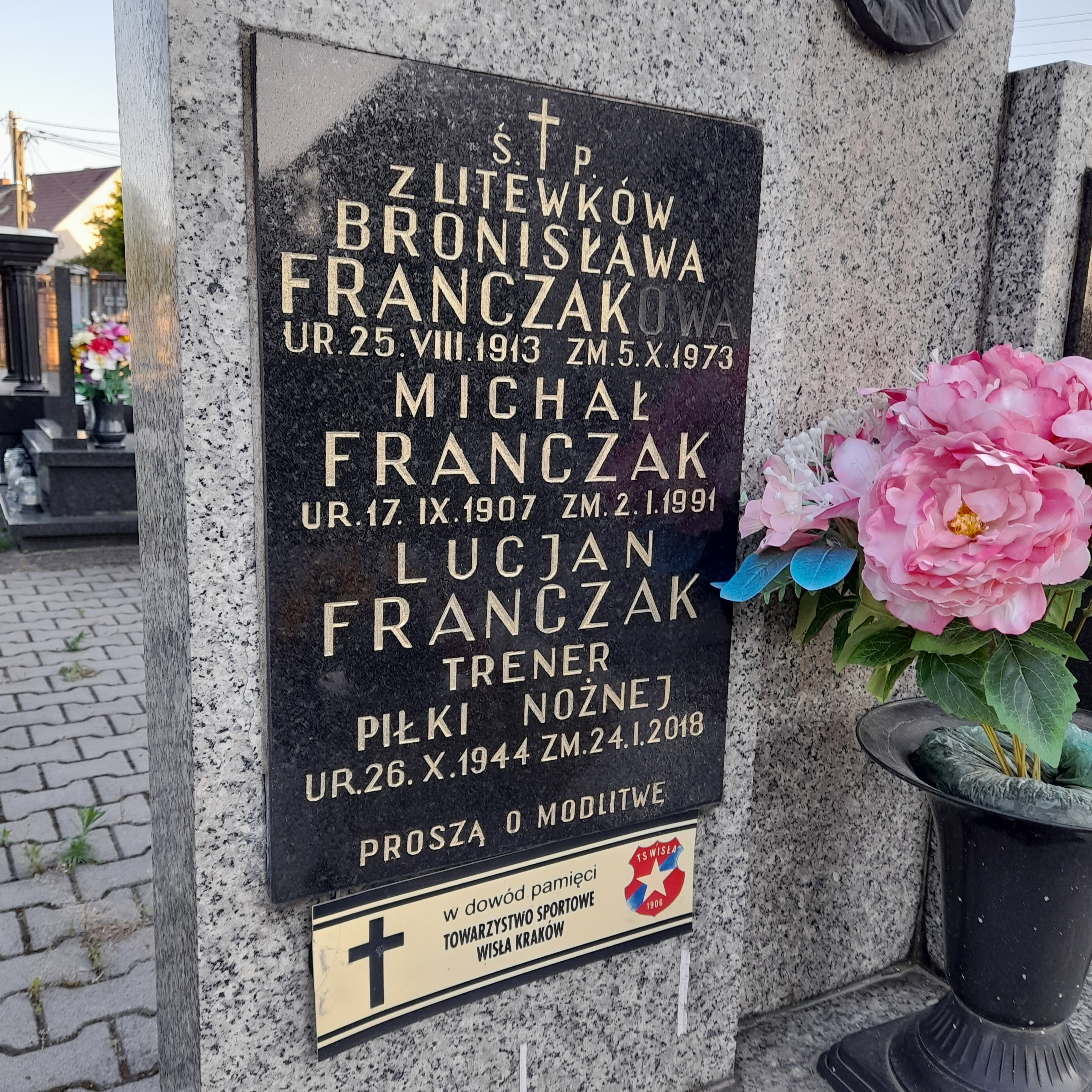
Grób Lucjana Franczaka na Cmentarzu Białoprądnickim w Krakowie (2023)